# Torrolluela del Obico
Torrolluela del Obico es una localidad española actualmente perteneciente al municipio de Boltaña, en la provincia de Huesca. Pertenece a la comarca del Sobrarbe, en la comunidad autónoma de Aragón.

## Situación actual
Actualmente el pueblo está despoblado, sólo se mantienen en pie la iglesia y una edificación más abajo. Las demás edificaciones están en estado de ruina parcial o avanzada.